# Simon François Daumont de Saint-Lusson
Pour les articles homonymes, voir Lusson.
Simon François Daumont de Saint-Lusson (mort en 1677) était un officier des troupes du roi de France, Louis XIV. Il arrive en Nouvelle-France en compagnie du commissaire enquêteur Gaudais-Dupont aux environs de 1663.

## Sa mission
Le 3 septembre 1670, il est nommé commissaire subdélégué par l’intendant Jean Talon. Sa mission est :

« la recherche de la mine de cuivre au pays des Outaouas, Nez-Percés, Illinois, et autres nations découvertes et à découvrir en l’Amérique Septentrionale du côté du lac Supérieur ou mer Douce. »

La France entreprend alors une exploration, basée sur les récits des premiers voyageurs et les observations fournies par les explorateurs Jean Nicolet, René Robert Cavelier de La Salle, René Bréhant de Galinée, François Dollier de Casson, Louis Jolliet et Jacques Marquette. Daumont de Saint-Lusson, en plus de découvrir la mine de cuivre du lac Supérieur, devra découvrir le passage du Nord-Ouest, tandis que La Salle est chargé de se diriger vers la mer du Sud. Il s'agit de la riposte française à l’expansion des Anglais vers la Baie d'Hudson.